# Comment disparut Marc O’Brien
Comment disparut Marc O’Brien (titre original : The Passing of Marcus O'Brien) est une nouvelle du Nord canadien de Jack London, publié aux États-Unis en 1908. En France, elle a paru pour la première fois en 1924.

## Historique
La nouvelle est publiée initialement dans  le périodique The Reader en janvier 1908, avant d'être reprise dans le recueil Lost Face en mars 1910.

## Éditions

### Éditions en anglais
- The Passing of Marcus O'Brien, dans le périodique The Reader, janvier 1908.
- The Passing of Marcus O'Brien, dans le recueil Lost Face, New York ,The Macmillan Co, mars 1910.

### Traductions en français
- Comment disparut Marc O’Brien, traduction de Paul Gruyer & Louis Postif in Le Progrès civique, Paris, mars 1924.
- Comment disparut Marc O’Brien, traduction de Paul Gruyer & Louis Postif, in La Peste écarlate, recueil, Crès, 1924 & Hachette 1932.
- La Disparition de Marc O’Brien, traduction de Paul Gruyer & Louis Postif revue et complétée par Frédéric Klein, in Construire un feu, recueil, Phébus, 2007.

## Sources
- (en) Jack London's Works by Date of Composition
- http://www.jack-london.fr/bibliographie